# 1947 en philosophie
Chronologie de la philosophie
- 1943
- 1944
- 1945
- 1946
- 1947
- 1948
- 1949
- 1950
- 1951

L’année 1947 a été marquée, en philosophie, par les événements suivants :

## Publications
- Thomas More :  Correspondence of Sir Thomas More, éd. E.F. Rogers, Princeton University Press (1947, réimpr. 1971).

## Naissances
- 22 juin : Bruno Latour, philosophe français.

## Décès
- 9 janvier : Karl Mannheim, sociologue et philosophe allemand, né en 1893, mort à 53 ans.
- 19 juillet : Max Dessoir, philosophe allemand, né en 1867, mort à 80 ans.